# مناطقية
المناطقية هي أحد صور التمييز والعنصرية في الدول الحديثة.
ومصطلح المناطقية حديث ولم يستخدم سوى قريبا في الوقت الحالي وتحمل احيانا مسمى آخر وهو الإقليمية.
لم يذكر في التاريخ مصطلح المناطقية من قبل ولم يرد مطلقا في حوادث وقصص التاريخ العربي لكنه ظهر مؤخراً في العصر الحديث.
والمناطقية بدأت في الدول المعاصرة وكانت نتيجة ورد فعل على القبلية وعنصريتها فلجأ إليها من عانى من تلك العنصرية وانتهجوا العنصرية المناطقية لصنع تحزب مضاد للقبلية وهي في الغالب تحزبات اجتماعية داخلية.